# Protea nana
Protea nana är en tvåhjärtbladig växtart som först beskrevs av Berg., och fick sitt nu gällande namn av Carl Peter Thunberg. Protea nana ingår i släktet Protea och familjen Proteaceae. Inga underarter finns listade i Catalogue of Life.